# Goran Pandew
Goran Pandew (maced. Горан Пандев, ur. 27 lipca 1983 w Strumicy) – macedoński piłkarz występujący na pozycji napastnika.

## Życiorys

### Kariera klubowa
W czasach juniorskich trenował w Bełasicy Strumica, klubie ze swojego rodzinnego miasta. Przed rozpoczęciem sezonu 2000/2001 dołączył do seniorskiego zespołu tego klubu. W 2001 roku został piłkarzem Interu Mediolan, stając się drugim po Darko Panczewie Macedończykiem w klubie Serie A. Od 1 sierpnia 2002 do 30 czerwca 2003 przebywał na wypożyczeniu w trzecioligowej Spezii Calcio. Następnie w sezonie 2003/2004 został wypożyczony do US Ancona 1905. W Serie A zadebiutował, grając w Anconie, 2 listopada 2003 w zremisowanym 0:0 meczu z AC Siena.
1 lipca 2004 odszedł do rzymskiego S.S. Lazio; w ramach tej samej transakcji zawodnikiem Interu został Dejan Stanković. Część praw do karty zawodniczej Pandewa nabyło Udinese Calcio. Została ona odkupiona przez rzymski klub w 2006 roku. W Lazio grał w sumie w latach 2004–2010, rozgrywając w tym czasie 159 meczów ligowych, w których zdobył 48 bramek. W sezonie 2008/2009 zdobył wraz z tym klubem Puchar Włoch (z 6 golami został najlepszym strzelcem tych rozgrywek), a następnie Superpuchar tego kraju. W 2009 roku domagał się zgody na transfer od władz klubu, które nie chciały obniżyć potencjalnej kwoty odstępnego poniżej 19 milionów euro. W odpowiedzi został wykluczony z kadry pierwszego zespołu i został zmuszony tym samym do trenowania indywidualnie. Mattia Grassani, pełnomocnik piłkarza, złożył wniosek o wszczęcie arbitrażu w tej sprawie. Piłkarz domagał się rozwiązania kontraktu. Władze ligi zarządziły zwolnienie Pandewa z kontraktu, dzięki czemu w grudniu 2009 został wolnym zawodnikiem.
4 stycznia 2010 powrócił na zasadzie wolnego transferu do Interu Mediolan. Podpisał z nim czteroipółletni kontrakt. Wraz z Interem w sezonie 2009/2010 świętował wygranie Ligi Mistrzów, wygranie mistrzostwa Włoch i Pucharu Włoch. Od 26 sierpnia 2011 do 30 czerwca 2012 był wypożyczony do SSC Napoli, a 6 czerwca 2012 został definitywnie wykupiony przez ten klub za około 7,5 miliona euro. Wraz z Napoli zdobył dwa Puchary Włoch: w sezonach 2011/2012 i 2013/2014. 1 września 2014 został piłkarzem tureckiego Galatasaray SK. W Süper Lig po raz pierwszy zagrał 13 września 2014 z Eskişehirsporem (0:0). Do gry wszedł w 76. minucie, zmieniając Buraka Yılmaza. W lidze tureckiej wystąpił czterokrotnie oraz zdobył mistrzostwo kraju. 7 lipca 2015 odszedł za darmo do Genoi CFC. Od 2022 roku jest zawodnikiem Parma Calcio 1913.
| Lata      | Klub              | Kraj      | Mecze | Bramki |
| --------- | ----------------- | --------- | ----- | ------ |
| 2000/2001 | Bełasica Strumica | Prwa liga | 24    | 6      |
| 2001/2002 | Inter Mediolan    | Serie A   | 0     | 0      |
| 2002/2003 | Spezia Calcio     | Serie C1  | 22    | 4      |
| 2003/2004 | US Ancona 1905    | Serie A   | 20    | 1      |
| 2004/2005 | S.S. Lazio        | Serie A   | 29    | 4      |
| 2005/2006 | S.S. Lazio        | Serie A   | 35    | 11     |
| 2006/2007 | S.S. Lazio        | Serie A   | 36    | 11     |
| 2007/2008 | S.S. Lazio        | Serie A   | 32    | 14     |
| 2008/2009 | S.S. Lazio        | Serie A   | 31    | 9      |
| 2009/2010 | Inter Mediolan    | Serie A   | 19    | 3      |
| 2010/2011 | Inter Mediolan    | Serie A   | 27    | 2      |
| 2011/2012 | SSC Napoli        | Serie A   | 30    | 6      |
| 2012/2013 | SSC Napoli        | Serie A   | 33    | 6      |
| 2013/2014 | SSC Napoli        | Serie A   | 28    | 7      |
| 2014/2015 | Galatasaray SK    | Süper Lig | 4     | 0      |
| 2015/2016 | Genoa CFC         | Serie A   | 15    | 0      |
| 2016/2017 | Genoa CFC         | Serie A   | 20    | 3      |
| 2017/2018 | Genoa CFC         | Serie A   | 32    | 5      |
| 2018/2019 | Genoa CFC         | Serie A   | 26    | 4      |
| 2019/2020 | Genoa CFC         | Serie A   | 34    | 9      |
| 2020/2021 | Genoa CFC         | Serie A   | 29    | 7      |
| 2021/2022 | Genoa CFC         | Serie A   | 20    | 0      |
| 2022/2023 | Parma             | Serie B   | 11    | 1      |

### Kariera reprezentacyjna
Występował w juniorskich i młodzieżowych kadrach Macedonii: do lat 17, 19 i 21. W seniorskiej reprezentacji zadebiutował 6 czerwca 2001 w zremisowanym 3:3 spotkaniu z Turcją w ramach eliminacji do Mundialu 2002. Z 38 strzelonymi golami jest najlepszym strzelcem w historii reprezentacji oraz z liczbą 122 występów zajmuje pierwsze miejsce w historii reprezentacji pod względem występów dla niej.

## Życie prywatne
W marcu 2009 został odznaczony przez prezydenta Branko Crwenkowskiego państwowym medalem. Jego brat, Saszko, również jest piłkarzem. Od 2019 Goran Pandew posiada również obywatelstwo włoskie.
W 2009 roku poślubił Nadię Skerlewą, z którą ma troje dzieci: syna Filipo oraz córki Anę i Sofię.
W 2010 roku założył w swojej rodzinnej Strumicy szkółkę piłkarską o nazwie Akademija Pandew. W jej ramach cztery lata później powstała seniorska drużyna, która w 2017 roku awansowała do najwyższej klasy rozgrywek piłkarskich w Macedonii Północnej, zaś dwa lata później wywalczyła swoje pierwsze trofeum – puchar kraju.

## Odznaczenia
- Medal Zasługi Republiki Macedonii (2009)[24]